# Kopanitsa
Pour les articles ayant des titres homophones, voir Kopanica.
Kopanitsa ou Kopanica (en macédonien Копаница, en albanais Kopanica) est un village situé à Saraï, une des dix municipalités spéciales qui constituent la ville de Skopje, capitale de la Macédoine du Nord. Le village comptait 1714 habitants en 2002. Il se trouve au nord de l'autoroute qui relie Skopje à Tetovo et de la vallée du Vardar. Il est majoritairement albanais.

## Démographie
Lors du recensement de 2002, le village comptait :
- Albanais : 1 710
- Macédoniens : 1
- Autres : 3